# Xénotime
Le xénotime est un phosphate d'yttrium assez rare. Il contient, en plus de l'yttrium, du phosphore et de l'oxygène, dans un rapport de 1 à 4 pour former les groupes PO4, caractéristiques des phosphates. Le rapport entre ces groupes et l'yttrium est de 1 à 1.
L'yttrium et les groupes PO4 alternent le long d'un axe quaternaire. Le phosphore se situe au centre d'un tétraèdre aux quatre sommets duquel se situent les atomes d'oxygène, alors que l'yttrium est au centre d'un cube, entouré de huit atomes d'oxygène aux sommets.

## Inventeur et étymologie
Le découvreur du xénotime est le suédois Jöns Jacob Berzelius. Ce minéral fut dans un premier temps appelé cénotime (de cenos, « vain ») par son découvreur, car celui-ci était persuadé que le xénotime contenait un nouvel élément. Mais le nom actuel dérive de xenos (« étranger ») et time (« honneur »), par allusion au fait que ses cristaux sont restés longtemps inconnus.

## Caractéristiques
Le xénotime est très fragile et a un clivage parfait selon les faces du prisme. La couleur de ce minéral varie du brun jaunâtre au brun rougeâtre, mais il peut aussi être gris ou vert clair, verdâtre ou rougeâtre.
Le xénotime est opaque ou translucide, et possède un éclat vitreux à résineux.
Minéral semi-dur, le xénotime se raye facilement avec une lame de canif.
Il est d'une densité plutôt élevée (4,4 - 5,1).

## Cristallographie
Le xénotime cristallise dans le système quadratique en cristaux prismatiques pyramidaux. Il se trouve aussi en agrégats de cristaux aciculaires et en rosettes.

## Cristallochimie
L'yttrium peut être substitué par des terres rares[évasif].

## Gîtologie
Le xénotime est associé au zircon dans des pegmatites riches en muscovite. Il se trouve en petites quantités, surtout dans les roches acides comme  les granites et les pegmatites.
Plus rarement, il est présent dans certaines formations pneumatolytiques du groupe stannifère[précision nécessaire], en Asie centrale [réf. nécessaire].
Le xénotime existe aussi en inclusions microscopiques dans les biotites des granites où il engendre des auréoles pléochroïques [réf. nécessaire].
Le xénotime est aussi présent dans les roches métamorphiques et dans les dépôts de sédiments détritiques formés à la suite de la désagrégation des roches dans lesquelles il se trouvait.
Son abondance peut rarement permettre une exploitation industrielle, comme c'est néanmoins le cas en Nouvelle-Zélande, en Russie et en Norvège.

## Gisements
- États-Unis : états de Californie, Colorado, Caroline, Alabama, Géorgie et New York ;
- Brésil ;
- Madagascar ;
- Afrique du Sud ;
- Nouvelle-Zélande ;
- Inde ;
- Japon ;
- Suède ;
- Norvège ;
- Pologne ;
- Russie ;
- Suisse.

## Sources
- Encyclopédie des minéraux, Editions Delachaux et Niestlé, Paris 2002 ;
- Le Grand Atlas Roches et Minéraux, Editions Atlas, 2005 ;